# صروة
قرية صروه هي إحدى القرى التابعة لمركز قلين في محافظة كفر الشيخ في جمهورية مصر العربية. حسب إحصاءات سنة 2006، بلغ إجمالي السكان في صروه 5776 نسمة، منهم 2899 رجل و2877 امرأة.

## أشهر أبناء القرية
- الدكتور محمد عمارة، عضو مجمع البحوث الإسلامية بالأزهر.
- الدكتور محمد حسن شرشر الاستاذ بجامعة الازهر